# Charkovské šose
Charkovské šose (ukrajinsky Харківське шосе) v doslovném překladu Charkovská dálnice je ulice na východě Kyjeva. Ulice vede z východu na jihovýchod, začíná na Darnyckém náměstí a končí na Charkovském náměstí.

## Historie
Neúplná ulice vznikla již ve 30. letech 20. století, tehdy ještě ale byla složena ze dvou ulic pojmenovaných Novoji a Rusanivskoji. V roce 1950 byla ulice sloučena do jedné "dálnice" a v roce 1959 dostala svůj název Charkovské šose po městě Charkov.

## Významné budovy
- Kyjevská Elektrotechnická vysoká škola (Харківське шосе 15)
- Institut vysokomolekulárních sloučenin Národní akademie Ukrajiny (Харківське шосе 48)
- Kyjevská městská klinická nemocnice №1 (Харківське шосе 121)
- Akademie právnická (Харківське шосе 210)
- Sídlo Ukrajinských aerolinek (Харківське шосе 201 - 203)